# 시드니 브레이시
시드니 브레이시(Sidney Bracy, 1877년 12월 18일 ~ 1942년 8월 5일)는 오스트레일리아의 배우이다.

## 영화
- 코멧 오버 브로드웨이 (1938년)
- 파리의 분노 (1938년)
- 메레리 위 리브 (1938년)
- 쉘 위 댄스 (1937년)
- 꼬마 외교관 (1937년)
- 로잘리 (1937년)
- 더 파이어플라이 (1937년)
- 정복자 (1937년)
- 와이프 대 비서 (1936년)
- 체인징 오브 더 가드 (1936년)
- 로이드의 런던 (1936년)
- 안나 카레니나 (1935년)
- 헐리우드 파티 (1934년)
- 플라잉 다운 투 리오 (1933년)
- 레티 린턴 (1932년)
- 빨간 머리 여자 (1932년)
- 인스퍼레이션 (1931년)
- 몬테 카를로 (1930년)
- 칠드런 오브 프레져 (1930년)
- 어 레이디스 모랄스 (1930년)
- 쇼 피플 (1928년)
- 카메라맨 (1928년)
- 메리 위도우 (1925년)